# 古爾德冰原島峰
66°30′S 51°42′E / 66.500°S 51.700°E
古爾德冰原島峰是南極洲的冰原島峰，位於恩德比地，處於安角東南面33公里，在1930年1月由澳大利亞探險家率領的探險隊發現，現時由南極條約體系管理。